# Wilson Vaterkemper
Wilson Vaterkemper, mais conhecido como Wilsão (Orleans, 11 de setembro de 1967), é um ex-futebolista que atuava como zagueiro.
Com mais de 400 partidas com a camisa do Criciúma, é o atleta que mais ganhou títulos na história do clube.

## Carreira

### Jogador
Iniciou sua carreira nas categorias de base do Criciúma, em 1985 e se profissionalizou em 1987.
Pelo clube, conquistou 6 títulos do Campeonato Catarinense e o mais importante de sua carreira e da história do clube, a Copa do Brasil de 1991.
Teve ainda passagens pelo Avaí de 2000 a 2001 e 2002.

### Treinador
Iniciou na carreira de treinador nas categorias de base do Criciúma. Assumiu o time principal no dia 21 de janeiro de 2010 após a saída do então treinador do Tigre Itamar Schülle. Comandou a equipe em 14 partidas, tendo conquistado 5 vitórias, 5 empates e 4 derrotas. Foi demitido do cargo no dia 30 de março do mesmo ano.
Comandou o time de juniores das categorias de base do Criciúma Esporte Clube a partir de 2011. Conquistou alguns títulos como o Campeonato Catarinense de Juniores do ano de 2011.
Em 2013, com a efetivação do auxiliar técnico Silvio Criciúma ao cargo de treinador interino da equipe principal no Campeonato Brasileiro da Série A, Wilsão foi efetivado ao cargo de auxiliar técnico. Wilsão foi mantido nesse cargo na temporada de 2014.
Em abril de 2021, assumiu como coordenador geral do futebol profissional e das categorias de base do Criciúma EC.

## Títulos

### Como jogador
Criciúma
- Campeonato Catarinense: 1989, 1990, 1991, 1993, 1995, 1998
- Copa do Brasil: 1991[7]